# Esplosione di Ravanusa
L'esplosione di Ravanusa è avvenuta l'11 dicembre 2021 nell'omonimo comune della Sicilia, causando il crollo di decine di palazzine, un centinaio di sfollati e la morte di 9 persone.

## Il disastro
La notte di sabato 11 dicembre 2021, una zona di circa 10mila m² venne devastata da un'esplosione causata da una fuga di gas metano. L'esplosione causò il crollo di decine di palazzine, un centinaio di sfollati e la morte di 9 persone, tra le quali anche una donna che portava in grembo un bambino, che sarebbe dovuto nascere qualche giorno dopo.

### Soccorsi
I vigili del fuoco di Agrigento intervennero nella notte dell'11 dicembre in via Trilussa, per cercare superstiti e vittime. Un team specializzato (collegio di consulenti tecnici) venne nominato dal Procuratore della Repubblica Patronaggio, e venne coordinato da Antonio Barcellona, professore dell'Università di Palermo. Il docente dovette, assieme agli altri componenti del team e ad altri professionisti specializzati ed ai VVF, accertare le cause, l'origine dell'esplosione e l'eventuale collegamento con una fuga di gas. Barcellona lavorò già con la procura di Agrigento in occasione delle indagini sulla cosiddetta strage della diga Furore di Naro, dove morirono, il 9 ottobre del 2017, due operai precipitati da un'altezza di oltre trenta metri a causa della rottura di un cestello; il docente ha anche lavorato alla ricostruzione tecnica dell'esplosione del serbatoio di virgin-nafta che avvenne il 27 settembre del 2014 nella raffineria di Milazzo, nonché alla ricerca delle cause dell'incendio che nel maggio 2009 ridusse quasi ad un rottame la nave passeggeri della Tirrenia Vincenzo Florio.

### Causa
A Ravanusa, secondo una prima ipotesi (poi confermata), l'innesco di un ingente quantitativo accumulato di gas metano sarebbe all'origine del disastro. In effetti, in occasione delle operazioni peritali svolte dal Collegio peritale, già al secondo giorno di scavi, in via Trilussa, è stato messo un primo punto fermo: i consulenti della Procura trovarono il punto di rottura (una saldatura difettosa) della rete del gas nei pressi della casa del professore Pietro Carmina. Nel frattempo dieci persone, tra vertici nazionali e regionali di Italgas, furono indagate dalla Procura; il fascicolo, che ipotizza i reati di disastro colposo ed omicidio colposo plurimo, venne aperto come atto dovuto per eseguire le ricerche del punto di rottura nel luogo della tragedia, in via Trilussa, nonché le analisi di laboratorio presso l'Università di Palermo sulla tubazione con lo squarcio rinvenuto durante gli scavi. Nel maggio 2022 i periti della procura depositarono gli esiti della consulenza tecnica, in cui si legge che a causare l'esplosione fu uno squarcio apertosi in una saldatura mal eseguita di un raccordo delle tubazioni di gas.

## Processo
Negli ultimi mesi del 2023 è iniziato il processo e si sono svolte le fasi preliminari dello stesso. La prossima udienza è stata fissata per il 27 febbraio 2024. Dalla lettura delle perizie e delle consulenze agli atti, a disposizione ormai di tutte le parti (offese e indagate) si evince che la fortissima esplosione che ha devastato il quartiere di via Trilussa sarebbe stata 3 volte più potente della bomba fatta esplodere nell'attentato alla stazione di Bologna avvenuto il 2 agosto del 1980. In particolare, un'esplosione pari a 36 chili di tritolo è quanto sarebbe emerso da una perizia agli atti. Il perito professore e ingegnere Antonio Barcellona, intervistato dal TGR Rai Sicilia, ha ricostruito la concatenazione di eventi che ha portato al disastro: "Si è verificato un passaggio diretto dalla tubazione del gas, in particolare dallo squarcio, alla fognatura. Da qui il gas è passato, attraverso gli scarichi, per la maggior parte, nell'edificio disabitato e in piccola parte nell'abitazione del professore Carmina (una delle vittime). E lì si è avuto l'innesco. Una realizzazione a norma della saldatura che univa i due tratti della rete del gas di Ravanusa non avrebbe dato luogo alla formazione dello squarcio e quindi alla intensa fuga di gas che ha generato quella terribile esplosione".
In data 26 marzo 2024, all'udienza preliminare a carico dei due imputati, uno dei due, il 76enne firmatario del collaudo tecnico-amministrativo del Comune di Ravanusa del 25 febbraio 1989 nonché direttore dei lavori e firmatario della relazione finale sui lavori di costruzione della rete di distribuzione di Ravanusa e direttore tecnico della Siciliana Gas S.p.A., ha chiesto di definire il processo con giudizio abbreviato condizionato ad una nuova perizia che accerti e ricostruisca quello che è accaduto. La procura, rappresentata dall'aggiunto Salvatore Vella, si è opposta, ritenendo non necessaria una nuova perizia che non potrebbe far altro che appesantire il processo. Secondo l'accusa, del resto, "i fatti sono stati già accertati, in maniera chiara, dai consulenti della procura".
Il giudice Giuseppina Zambito si è riservato, per decidere sulla richiesta di rinvio a giudizio della procura, ed ha rinviato l'udienza al 16 aprile. Nel processo si è costituito, nel frattempo, Italgas Reti S.p.A. che si è dimostrata disponibile a risarcire eventuali danni civili per le parti costituite. 
Il 31 maggio 2024 il giudice dell'udienza preliminare dispone il rinvio a giudizio dei due imputati, ma non archivia le indagini sui 10 vertici di Italgas, disponendone di nuove e rinviando all'udienza del 12 dicembre 2024 (data dell'esplosione nel 2021) davanti al giudice d.ssa Nicoletta Sciarratta per l'inizio del processo.
All'udienza del 12 dicembre 2024, il Giudice ha rinviato, per decidere su eventuale nomina di un nuovo collegio peritale, all'udienza del 28 gennaio 2025.